# Karel Josef Lotrinský
Karel III. Lotrinský (německy: Karl Joseph Johann Anton Ignaz Felix von Lothringen, 24. listopadu 1680, Vídeň – 4. prosince 1715 tamtéž) byl v letech 1695 až 1711 biskupem olomouckým, od roku 1710 do své smrti v roce 1715 arcibiskupem trevírským.

## Život
Jeho rodiči byli Karel V. Lotrinský (syn Karla IV. Lotrinského) a Eleonora Marie Josefa Habsburská (jejími rodiči byli Ferdinand III. Habsburský a Eleonora Magdalena Gonzagová). Díky svým rodinným vazbám na rod habsburský byl již od mládí předurčen k významné církevní kariéře.
Již od jedenácti let byl kanovníkem řady významných říšských kapitul. V roce 1687 byl jmenován primasem lotrinským (tento titul měl v držení až do své smrti). V roce 1693 se stal velkopřevorem maltézských rytířů v Kastílii a Leónu, a v 15 letech též biskupem olomouckým. O tři roky později se stal také biskupem osnabrückým, a olomoucké biskupství bylo za jeho nepřítomnosti řízeno převážně administrací. V roce 1710 byl Karel zvolen arcibiskupem trevírským a na uvolněný post olomouckého arcibiskupa usedl Wolfgang Hannibal ze Schrattenbachu.
Karel III. zemřel při epidemii neštovic 4. prosince 1715 ve Vídni.